# قائمة مساجد محافظة صلاح الدين

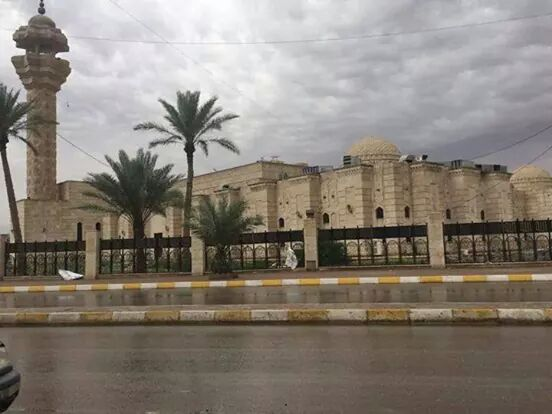
جامع تكريت الكبير

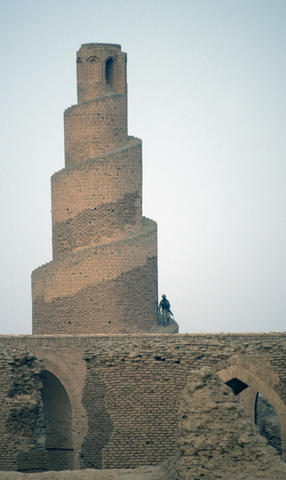
جامع أبو دلف.

تحتوي محافظة صلاح الدين في العراق على العديد من المساجد والأضرحة والمراقد التاريخية والأثرية التي يعود تاريخ بناؤها إلى عصر الدولة العباسية ومنها:
- جامع أبو دلف.
- جامع عمر بن عبد العزيز.
- مرقد ومسجد الشيخ معصوم.

## مدينةسامراء

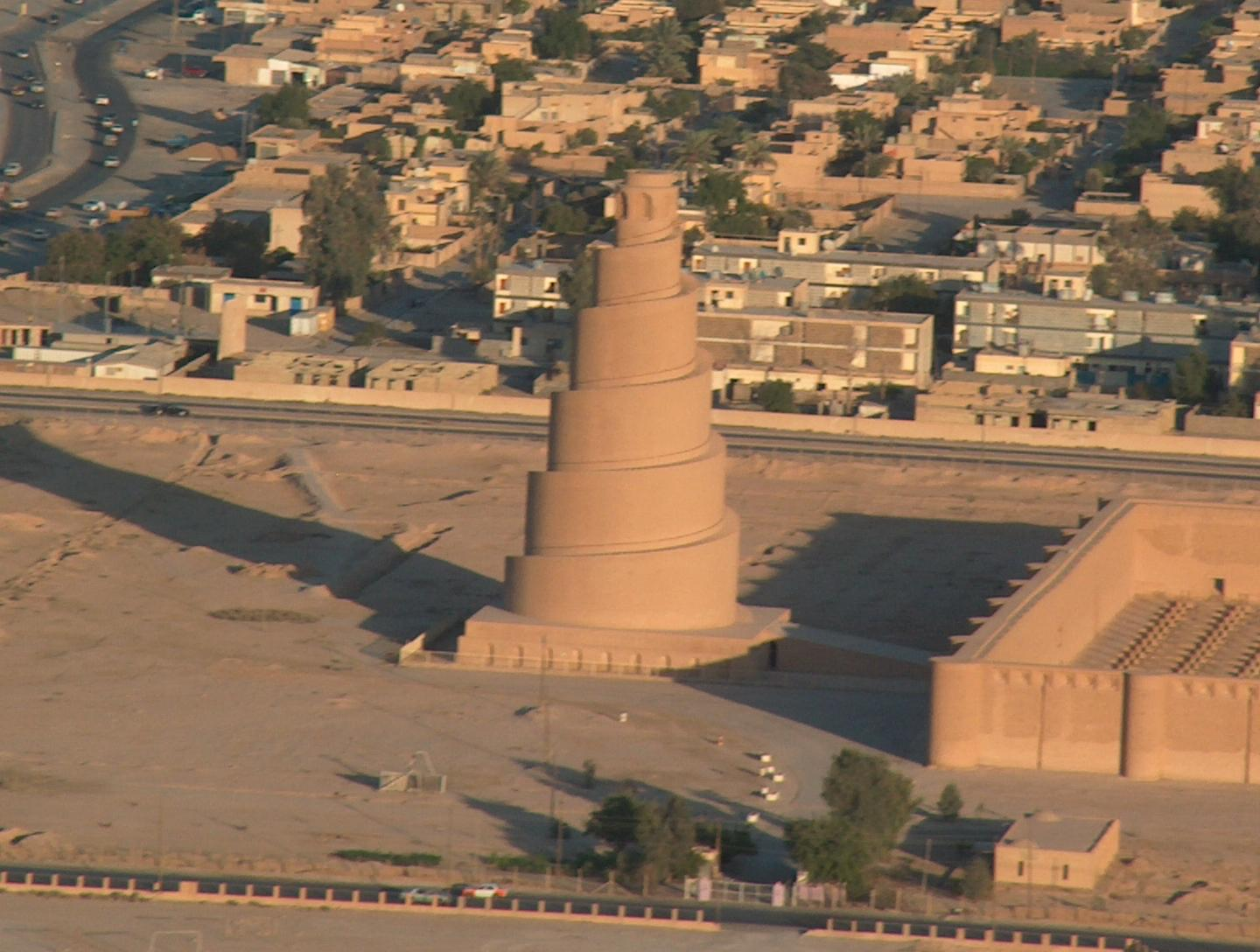
جامع الملوية في سامراء

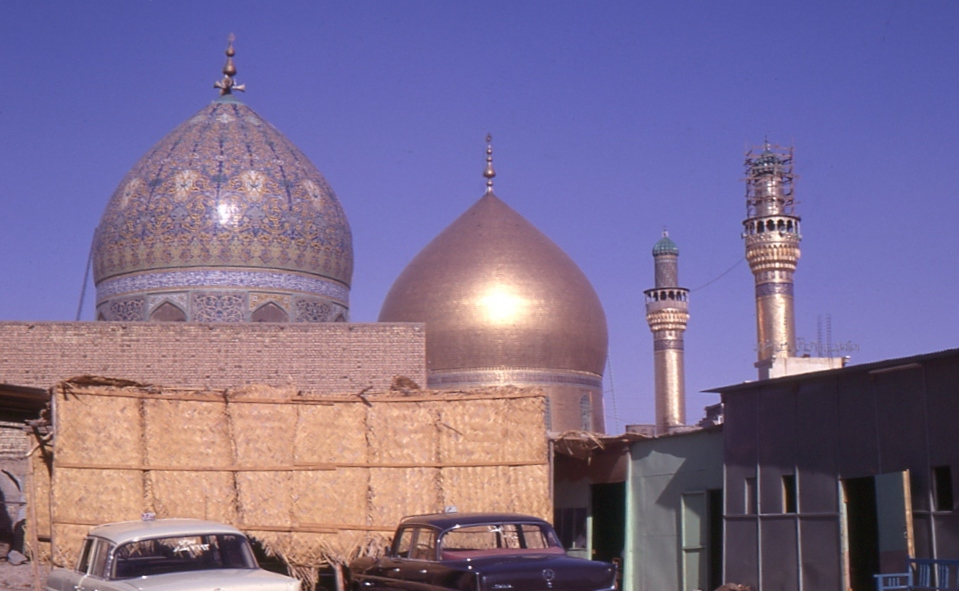
جامع سامراء الكبير

- جامع الملوية.
- جامع الأمام أحمد بن حنبل.
- مقام الإمامين الهادي والعسكري.
- مرقد السيد محمد سبع الدجيل.
- مرقد إبراهيم بن مالك الأشتر.